# توماس أندروز
توماس أندروز (بالإنجليزية: Thomas Andrews)‏ ولد توماس أندروز في 7 شباط 1873 وتوفي في 15 نيسان 1912. هو مصمم سُفن ورجل أعمال إيرلندي عمل مصمما للسفن وهو رئيس قسم التصميم ومدير إنشاءات شركة بناء السفن هارلاند آند وولف Harland and Wolff والتي يقع مقرها الحالي في إيرلندا الشمالية. أندروز هو المعماري البحري المسؤول عن وضع الخطط للخطوط البحرية الملاحية آر إم إس تيتانيك RMS Titanic، وكان مسافرا على متن سفينة تيتانك حين انطلقت في رحلتها الأولى والأخيرة عندما اصطدمت بجبل الجليد في الخامس عشر من نيسان عام 1912، ومات في الكارثة.

## سيرته الذاتية

### نشأته
ولد توماس أندروز في مدينة كومبر بمقاطعة داون في ايرلندا الشمالية (ايرلندا آنذاك). والده هو توماس أندروز الذي كان عضوا في المجلس الاستشاري وأمه هي إلزا بيري. وله أخوين هما جون ميلر أندروز والسير جيمس أندروز. بدأ الذهاب إلى مؤسسة بلفاست الأكاديمية الملكية منذ 1884 حتى عام 1889 وحينها- إذ بلغ السادسة عشر- بدأ التدرب في هارلاند اند وولف حيث كان خاله الفيوكنت بيري، مالك جزئي للشركة.

### هارلاند اند وولف
في هارلاند اند وولف، بدأ العمل لمدة ثلاثة أشهر في معمل النجارين، ثم عمل لمدة شهر في صناعة الدواليب يتبعها شهر في العمل على السفن. أما الثمانية عشر شهرا الاخيرة في فترة تدريبه فقد أمضاها في مكتب الرسم. في عام 1901 وبعد أن عمل في العديد من الأقسام داخل الشركة، أصبح مديرا لأعمال البناء، وفي نفس السنة أصبح عضوا في مؤسسة المعماريين البحريين. في عام 1907، عين أندروز منصب المدير العام ورئيس قسم التصميم لشركة هارلاند اند وولف، فبعد سنين طويلة أمضاها في التدريب والدراسة والعمل، أصبح أندروز محبوبا في الشركة وموظفا في ترسانة بناء السفن.
في 24 من حزيران عام 1908، تزوج هلين ريلي باربور الذي يعمل والدها في صناعة المنسوجات، وأنجبا ابنتهما اليزابيث في 27 تشرين الثاني عام 1910، ويقال أنه اصطحب زوجته هيلن لتشاهد سفينة التيتانيك وكان ذلك قبل ميلاد اليزابيث بقليل. بعد وفاة أندروز تزوجت هلين للمرة الثانية وتوفيت في 22 آب 1966، في ايرلندا الشمالية ودفنت في أضرحة عائلة باربور.

### آر إم إس تيتانيك
في 1907 بدأ أندروز بالإشراف على خطط لعمل سفينة مسافرين واسعة جدا وفخمة، وهي آر امس اوليمبك التابعة لشركة وايت ستار لاين. تم تصميم سفينة اوليمبك وأختها التيتانيك (التي بدأ العمل عليها عام 1909) على يد المصمم ويليام بيري والمدير العام أليكساندر كارلايل، بالإضافة إلى أندروز. وكما فعل مع السفن الأخرى التي أشرف عليها، تعرف أندروز على أدق التفاصيل في كلا من التيتانيك والاوليمبك ليضمن أنهما تعملان على النحو الأمثل. ولكن للأسف، فإن اقتراحاته بأن يكون لسفينة التيتانيك 46 قارب نجاة (والتي لم تحمل أكثر من 20 قارب) وعمل الهيكل المزدوج وحواجز المياه المشدده لم يُأخذ بها.
ترأس أندروز مجموعة من العمال تعمل لشركة هارلاند اند وولف، وكانوا قد ذهبوا إلى رحلات بحرية على متن سفن تابعة للشركة، لمراقبة العمليات وإجراء أي تحسينات لازمة. ولم تُستثنى التيتانيك من هذه الإجراءات، فقد سافر أندروز وعماله من بلفاست إلى ساوثامبتون على متن التيتانيك للتمهيد لرحلتها الأولى الكائنة في 10 أبريل 1912. قام أندروز بتدوين بعض الملاحظات بخصوص إجراء بعض التعديلات التي أحس بلزومها أثناء الرحلة، وكانت بصفة رئيسية تغييرات شكلية لمختلف مرافق السفينة. وفي الرابع عشر من أبريل صرح أندروز لصديقه بأن التيتانيك هي تقريبا أفضل ما يمكن أن يصل له العقل البشري من درجات الكمال.
في 14 أبريل وفي تمام الساعة 11:40 مساء، اصطدمت التيتانيك بجبل جليدي على الجانب الأيمن من السفينة. كان أندروز حينها في مقصورته يخطط للتغييرات التي أرادها للسفينة، وبالكاد أحس بالاصطدام. استدعى القبطان إدوارد سميث أندروز للمساعدة في فحص الضرر. ناقش أندروز وسميث حجم الضرر بعد منتصف الليل بفترة وجيزة، فبعد أن قام أندروز بأخد جولة في الأقسام المتضررة من السفينة وبعد تلقيه تقارير عن تضرر السفينة، أكد أندروز أن أول خمس حجرات الماء آخذة في الغرق وبمعدل متسارع. كان أندروز على علم بأنه لو غمرت أكثر من أربع حجرات بالماء فإن السفينة ستغرق حتما. لقد نقل هذه المعلومة للقبطان سميث مشيرا إلى أنها «مسألة حسابية حتمية». وأضاف بناء على وجهة نظره بأن أمامهم ساعة من الوقت قبل أن تغرق السفينة كاملة، وأخبر سميث أيضاً بالنقص الكبير في عدد سفن النجاة على متن السفينة.
حين بدأت عملية إخلاء السفينة، قام أندروز وبلا كلل بالبحث عن المقصورات ليخبر الركاب بوضع سترات النجاة والتوجه إلى سطح السفينة، شهد العديد من الناجين بأنهم رأوا أندروز أكثر من مرة. كان من المستحيل تعقب أفعاله أثناء غرق السفينة. ولإدراكه التام بالوقت القليل الذي تبقى أمامهم ولنقص السعة المتوفرة في قوارب النجاة للركاب ولطاقم السفينة فقد تابع في حث الركاب المتكاسلين على الذهاب إلى قوارب النجاة أملا في تعبئة القوارب بأكبر قدر ممكن. وأكد الناجون أيضا برؤيتهم لأندروز وهو يلقي بالكراسي من على ظهر السفينة إلى المحيط حتى يتمكن الركاب من استخدامها للطفو.

## وفاته
شوهد أندروز للمرة الأخيرة في الساعة 2:10 تقريباً (أي قبل عشرة دقائق من غرق السفينة كليا) حيث شاهده جون ستيوارت (وهو مضيف على متن السفينة): كان أندروز يقف وحيداً في غرفة التدخين الخاصة للدرجة الأولى محدقا في لوحة فنية هي بليموث هاربور- Plymouth Harbour- فوق الموقد، ويداه مطويتان فوق صدره وسترة نجاته على طاولة بجانبه. كانت اللوحة توضح مدخل بليموث ساوند التي كان من المتوقع أن تزورها التيتانيك في رحلة العودة.
وعلى الرغم بأن هذه كانت واحدة من أشهر الروايات المروية عن غرق التيتانيك إلا أن هذه الرواية - والتي نشرت في كتاب «توماس اندرسون: مصمم سفن» عام 1912- قد نقلت من جون ستيورت الذي غادر السفينة حوالي الساعة 1:40.
كان هناك بعض المشاهدات لأندروز بعد تلك اللحظة، فعلى ما يبدو أن أندروز بقي في غرفة التدخين لبعض الوقت حتى يتمكن من جمع أفكاره ثم تابع عمله في إخلاء الركاب. في حوالي الساعة 2:00 شوهد أندروز على ظهر السفينة وكان الناس في حالة من الاضطراب مع وجود بعض النساء اللاتي ترددن في ترك السفينة، فقام أندروز بتلويح يديه ومناداتهم بصوت عال لشد انتباهم. وآخر قال بأنه شاهد أندروز يلقي مضطربا بالكراسي ليتمكن الركاب من استخدامها للطفو. ثم اتجه أندروز إلى منصة القيادة ربما باحثا عن القبطان سميث. وشوهد أندروز للمرة الأخيرة يغادر السفينة ولم يتم العثور على جثته.
أخيرا في 19 نيسان 1912، تلقى والده برقية من قريب والدته الذي تحدث مع الناجين في نيويورك باحثا عن أي أخبار عن أندروز، قرأ والده البرقية بصوته ليسمعها كل من في المنزل في كومبر:
«التقيت مع موظفو التيتانك، وقد أجمع الجميع على بطولته التي استمرت حتى مماته، لقد فكر فقط في سلامة الآخرين، تعازي الحارة للجميع».

## إرث
إن سجلات الصحف عن كارثة التيتانيك وصفت أندروز بالبطل، ماري سولان وهي مضيفة على متن السفينة والتي أقنعها أندروز بدخول قارب النجاة، كتبت لاحقا في رسالة:
لقد قابل أندروز مصيره كبطل حقيقي، فقد كان مدركا بالخطر الجسيم وقد ضحى بحياته من أجل إنقاذ النساء والأطفال. سيكون صعبا أن يحل محله آخر.
كتبت شان بولوك سيرة ذاتية قصيرة عن حياته في نفس السنه (1912)، بناء على طلب عضو في البرلمان السير هوريس بلانكت، فقد أحس بأن حياة أندروز تستحق أن تخلد ذكراها.
لا تزال سفينة إس إس نوماديك هي السفينة الوحيدة المتوفرة إلى اليوم من تصميم أندروز وكانت مُموِّن لسفينتي التيتانيك والاوليمبك. وهي حاليا موجودة في بلفاست. قامت مؤسسة وايت ستار بإعادة بناء ورسم البنية الفوقية (باستثناء قوارب النجاة وسواعد الإنزال ومنصة القيادة) للسفينة في شباط عام 2012. والآن فإن لها أهمية كبيرة في التيتانيك كوارتر، وهو قسم مهجور في بلفاست تم إعادة بنائه وملئه بالنصب التذكارية والمباني التي بنيت على شرف آر إم إس تيتانيك.